# Молибдат висмута-калия
Молибдат висмута-калия — неорганическое соединение,
комплексная соль калия, висмута и молибденовой кислоты с формулой KBi(MoO4)2,
кристаллы.

## Физические свойства
Молибдат висмута-калия образует кристаллы
тетрагональной сингонии,
пространственная группа I 41/a,
параметры ячейки a = 0,5380 нм, c = 1,1916 нм, Z = 2.